# Scapheremaeus bisculpturatus
Scapheremaeus bisculpturatus är en kvalsterart som beskrevs av Sandór Mahunka 1984. Scapheremaeus bisculpturatus ingår i släktet Scapheremaeus och familjen Cymbaeremaeidae. Inga underarter finns listade i Catalogue of Life.